# Peloropeodes dominicensis
Peloropeodes dominicensis är en tvåvingeart som beskrevs av Robinson 1975. Peloropeodes dominicensis ingår i släktet Peloropeodes och familjen styltflugor.
Artens utbredningsområde är Dominica. Inga underarter finns listade i Catalogue of Life.